# Onsøy kommun
Onsøy kommun (norska: Onsøy kommune) var en kommun i Østfold fylke i sydöstra Norge. Kommunen omfattade den västra delen av nuvarande Fredrikstads kommun (ett område väster om staden Fredrikstad). Orten Gressvik utgjorde kommunens centralort.

## Administrativ historik
Onsøy kommun upprättades den 1 januari 1838 (som Onsø formannskapsdistrikt) när Formannskapslovene från 1837 trädde i kraft.
Den 1 januari 1968 överfördes ett bebott område (en del av ön Rolvsøy, öster om Kjølbergelva med 170 invånare) från Onsøy kommun till Fredrikstads kommun.
Den 1 januari 1994  gick Onsøy kommun, tillsammans med kommunerna Borge, Kråkerøy och Rolvsøy, upp i Fredrikstads kommun. Kommunens hade då 12 923 invånare.

## Kommunvapen
Blasonering: I blått tre gull sjøvarder, 2-1.
(I blått fält tre sjömärken av guld 2 + 1.)
Kommunvapnet godkändes genom kunglig resolution den 18 mars 1988. Sjömärkena visar att sjöfart, fångst och fiske har varit viktigt i Onsøy, tillsammans med nyare fritidsaktiviteter kopplade till kusten och havet.